# Asterofrins
Asterophryinae és una subfamília de granotes de la família Microhylidae.

## Gèneres
- Asterophrys
- Barygenys
- Callulops
- Hylophorbus
- Mantophryne
- Paedophryne
- Pherohapsis
- Siamophryne
- Xenobatrachus
- Xenorhina